# Dischidia argentii
Dischidia argentii — вид квіткових рослин із родини барвінкових (Apocynaceae). Новий вид значною мірою відрізняється своєю квітковою морфологією і, зокрема, голим горлом віночка, відсутністю віночкової корони, контуром гіностегію та формою полінію.

## Морфологія
Вид схожий на Dischidia ruscifolia Decne ex Becc. — обидва види є невеликими епіфітними напівкущами з прямовисними стеблами, які стають повислими після дозрівання, зі щільно розміщеними листками схожого розміру та форми (серцеподібно-яйцюваті).

## Середовище проживання
Вид відомий лише за типовим зразком з гори Кіланг, Північний Ілокос. Росте на стовбурі впалих дерев або гілок у гірському лісі на висоті 1300 м над рівнем моря та був зібраний уздовж лісової стежки біля дороги.

## Етимологія
Новий вид названо на честь покійного доктора Джорджа Арджента (1941–2019, англ. George Argent) за його внесок у флору Філіппін, оскільки він керував численними дослідженнями біорізноманіття та таксономічними відкриттями на Філіппінах.